# Вознесеновское сельское поселение (Шебекинский район)
Вознесе́новское се́льское поселе́ние — упразднённое муниципальное образование в Шебекинском районе Белгородской области.
Административный центр — село Вознесеновка.
19 апреля 2018 года упразднено при преобразовании Шебекинского района в Шебекинский городской округ.

## История
Вознесеновское сельское поселение образовано 20 декабря 2004 года в соответствии с Законом Белгородской области № 159.

## Население
| 2010  | 2011  | 2012  | 2013  | 2014  | 2015  | 2016  |
| ----- | ----- | ----- | ----- | ----- | ----- | ----- |
| 7130  | ↗7134 | ↗7195 | ↗7243 | ↗7293 | ↗7371 | ↘7359 |
| 2017  | 2018  |       |       |       |       |       |
| ↗7397 | ↘7385 |       |       |       |       |       |

## Состав сельского поселения
| №  | Населённый пункт | Тип населённого пункта       | Население |
| -- | ---------------- | ---------------------------- | --------- |
| 1  | Белокриничный    | хутор                        | ↘4        |
| 2  | Вознесеновка     | село, административный центр | ↗1466     |
| 3  | Красное          | посёлок                      | ↗513      |
| 4  | Ленинский        | посёлок                      | ↘213      |
| 5  | Маломихайловка   | село                         | ↗758      |
| 6  | Марьино          | хутор                        | ↘10       |
| 7  | Мухин            | хутор                        | ↘11       |
| 8  | Нежеголь         | село                         | ↗1156     |
| 9  | Панков           | хутор                        | ↗42       |
| 10 | Первомайский     | посёлок                      | ↘184      |
| 11 | Ржевка           | село                         | ↗2715     |
| 12 | Щигоревка        | село                         | ↘58       |